# Idiot (película de 1992)
Idiot es una película hindi de 1992 basada en la novela de Fyodor Dostoevsky, The Idiot. Fue dirigida por Mani Kaul y protagonizada por Shah Rukh Khan y Ayub Khan-Din. La película se estrenó en el Festival de Cine de Nueva York el 8 de octubre de 1992. En esta versión del cuento, ubicado en un Bombay contemporáneo, el príncipe Miskin (Khan-Din) es un hombre cuya epilepsia se confunde con idiotez.

## Reparto
- Shahrukh Khan
- Imam khan
- Mita Vashisht

## Producción y lanzamiento
La película se lanzó por primera vez como una miniserie de televisión de cuatro partes en el canal estatal Doordarshan en 1991, y a pesar de su estreno en el Festival de Cine de Nueva York en octubre de 1992, nunca se estrenó comercialmente. Se proyectó en el Festival de Cine de Mumbai en octubre de 2016 con el título de «Ahamaq».